# Cvětnoj bulvar (stanice metra v Moskvě)
Cvětnoj bulvar (rusky Цветной бульвар) je stanice moskevského metra.

## Charakter stanice
Stanice se nachází na Serpuchovsko-Timirjazevské lince, v její centrální části, pod středem Moskvy. Je to podzemní, trojlodní, ražená stanice s jedním výstupem a zkrácenou střední lodí. Vybudována byla 50 m hluboko pod zemí. Výstup vede eskalátorovým tunelem do povrchového vestibulu, umístěného v přízemí budovy. Ten vychází z jednoho konce středního tunelu stanice, ne však podle její osy, jako je tomu běžné ale svírá s osou stanice mírný úhel. Druhý konec je ukončený stěnou, později zde byla dobudována přestupní chodba do stanice Trubnaja na Ljublinské lince.
Pro obklad stanice byl zvolen již tradičně mramor bílé barvy, nad prostupy jsou umístěné dekorativní skleněné mozaiky. Na stěnách za nástupištěm je umístěn mramor více barev.
Stanice byla zprovozněna jako součást úseku linky Serpuchovsko-Timirjazevskaja mezi stanicemi Čechovskaja – Savjolovskaja 30. prosince 1988. Stanici denně využije okolo 40 tisíc lidí.